# Savonnières-devant-Bar
Savonnières-devant-Bar è un comune francese di 496 abitanti situato nel dipartimento della Mosa nella regione del Grand Est.

## Società

### Evoluzione demografica
Abitanti censiti